# Bodenfrüchtiger Klee
Der Bodenfrüchtige Klee (Trifolium subterraneum), auch Erd-Klee genannt, ist eine Pflanzenart aus der Gattung Klee (Trifolium) in der Unterfamilie der Schmetterlingsblütler (Faboideae) innerhalb der Familie der Hülsenfrüchtler (Fabaceae). Eine Besonderheit ist der Geokarpie genannte Ausbreitungsmechanismus, bei dem sich der Blütenstand nach der Fruchtreife in den Boden bohrt.

## Beschreibung und Ökologie

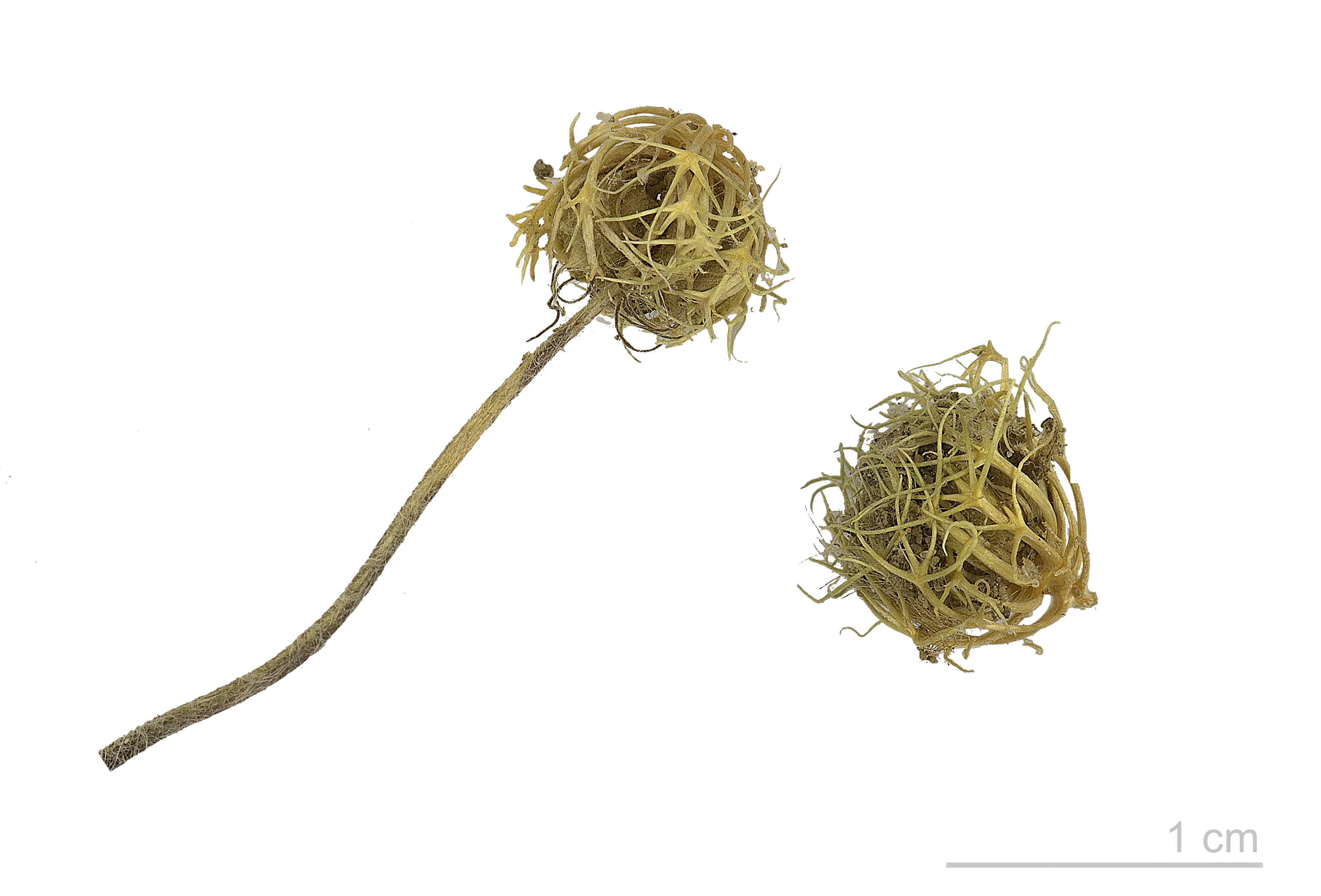
Fruchtstand

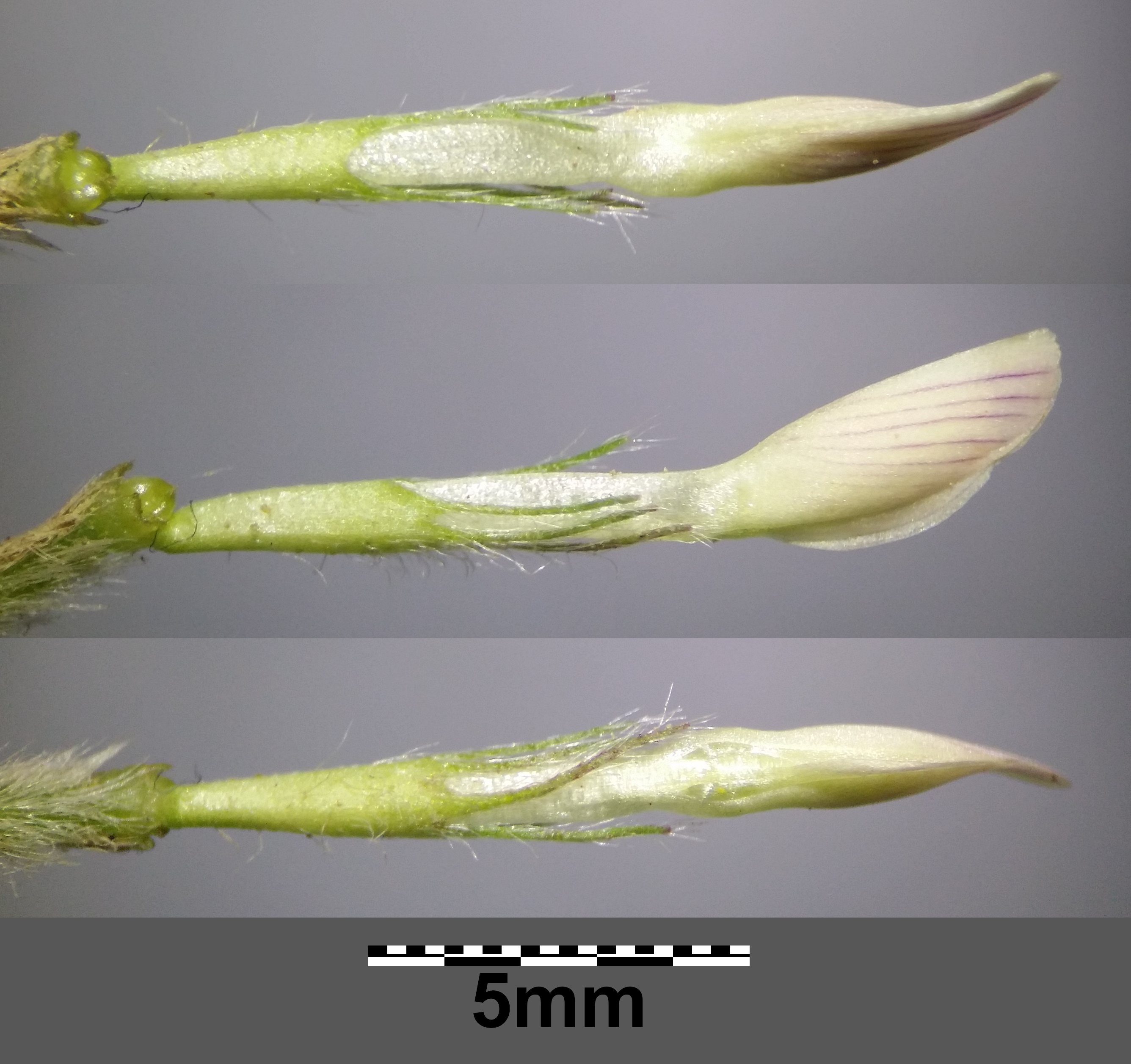
Zygomorphe Blüte

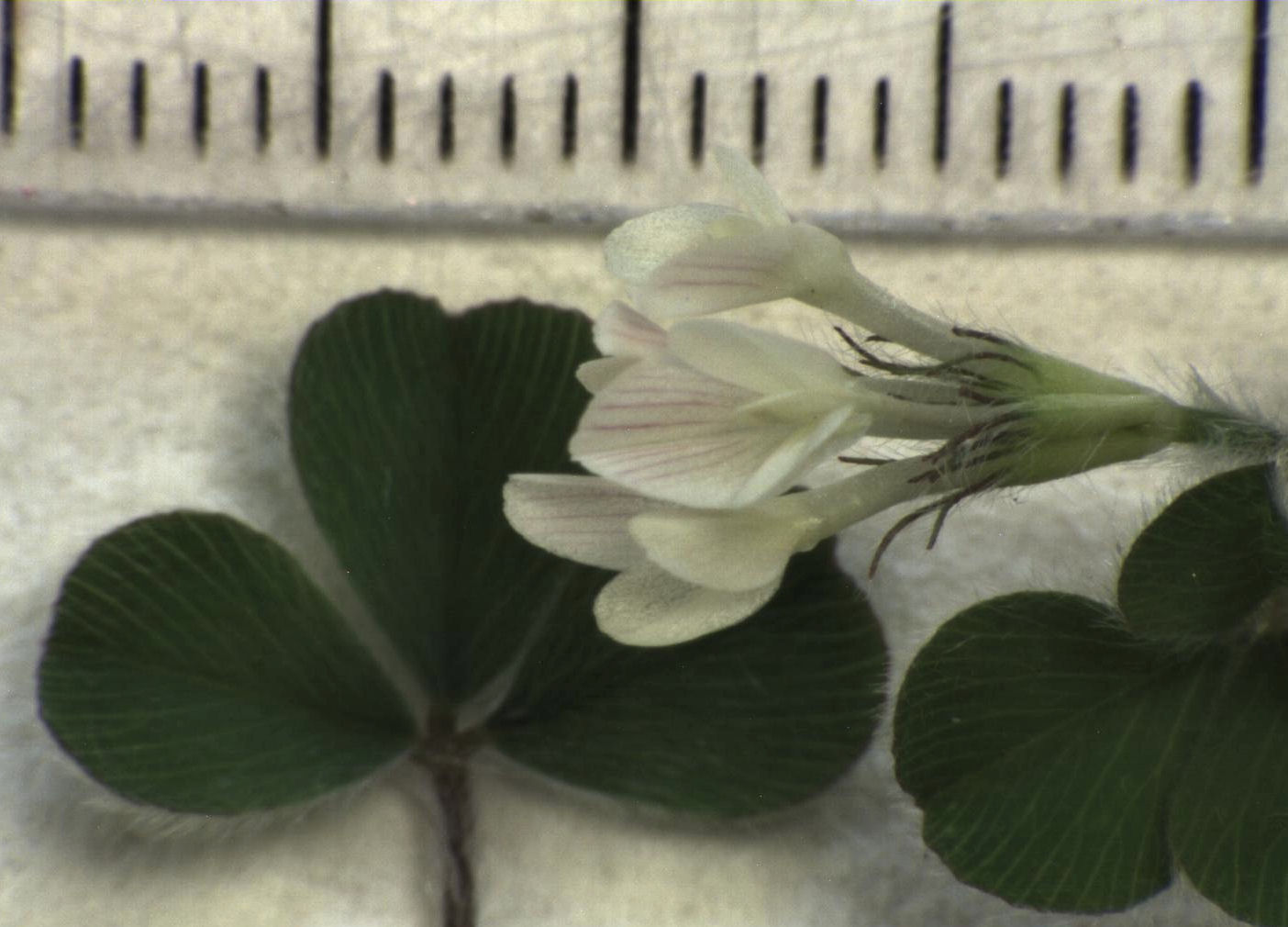
Laubblätter und Blütenstand

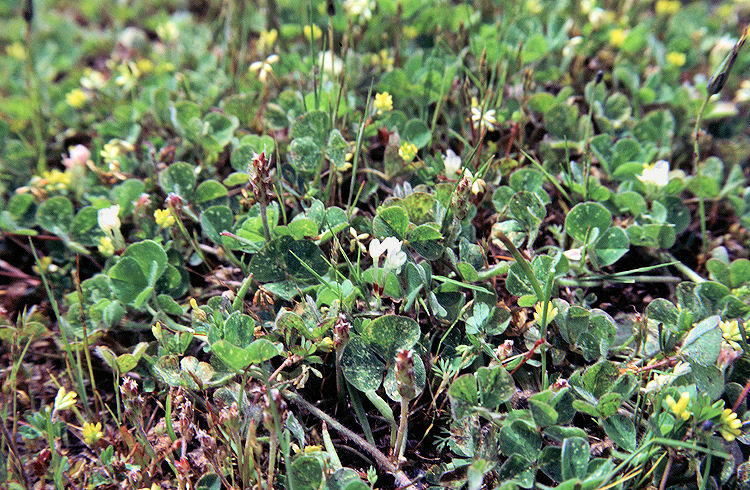
Bestand

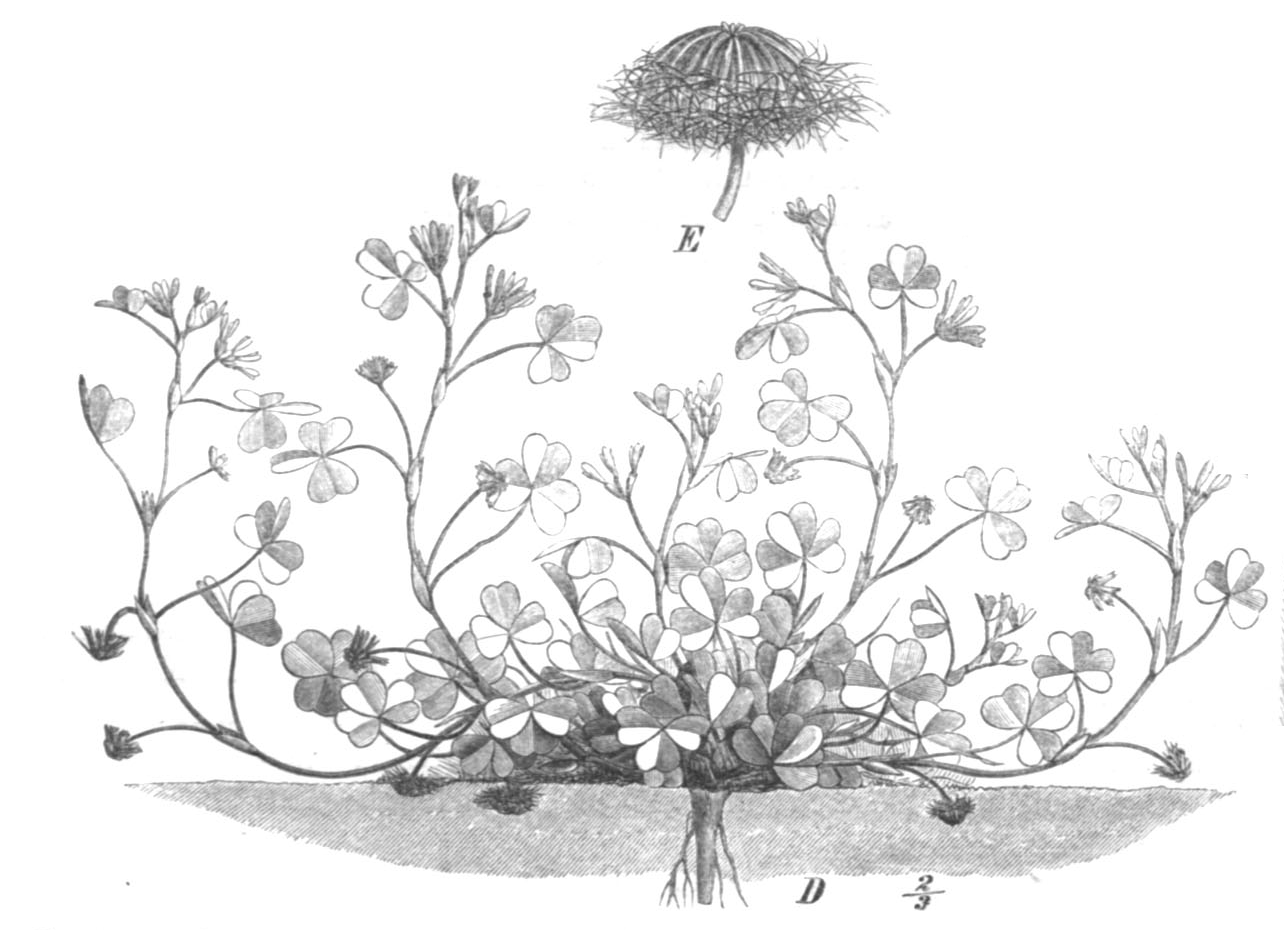
Illustration

Trifolium subterraneum ist sehr vielgestaltig und wird in mehrere Unterarten bzw. Varietäten unterschieden.

### Vegetative Merkmale
Der Bodenfrüchtige Klee ist eine einjährige krautige Pflanze. Er erinnert in seinem Erscheinungsbild stark an Medicago- oder sogar Oxalis-Arten. Der zart wirkende, wenig verzweigte bis unverzweigte Stängel wächst niederliegend oder aufsteigend, erreicht Längen von meist 10 bis 30 Zentimetern und ist kahl oder aber auch abstehend zottig behaart.
Die wechselständig angeordneten Laubblätter sind in Blattstiel und Blattspreite gegliedert. Die Blattspreite ist dreiteilig gefiedert. Die Fiederblättchen sind bei einer Länge von 8 bis 12 Millimetern verkehrt-herzförmig.

### Generative Merkmale
Der Bodenfrüchtige Klee blüht vorwiegend in den Monaten März und April. Die köpfchenförmigen Blütenstände sind in der Regel etwa 1 Zentimeter lang und enthalten zehn bis zwölf etwa ebenso lange, deutlich gekrümmte Blüten. Die zwittrigen Blüten sind zygomorph und fünfzählig mit doppelter Blütenhülle. Die Kelchzähne sind fast so lang wie die Kelchröhre. Die fünf Kronblätter sind weiß und rosafarben gestreift.
Der Bodenfrüchtige Klee fällt besonders dadurch auf, dass er eine so genannte Geokarpie entwickelt: Von den bis zu zwölf Blüten eines Köpfchens entwickeln lediglich drei oder vier Früchte. Bei den übrigen wachsen die zottigen Kelche zu dicken Stielen mit fünf tentakelförmigen gekrümmten Stacheln aus. Durch starke Krümmung der sich streckenden Blütenstandsstiele dringen diese bis zu 1,5 Zentimeter in den Boden ein. Die im Erdboden befindlichen Fruchtköpfchen werden anschließend noch zusätzlich verankert, indem sich die Stacheln wieder seitwärts und aufwärts krümmen.
Die linsenförmigen etwa 2,5 Millimeter langen Samen sind von schwarzer Farbe.
Die Chromosomenzahl beträgt 2n = 16.

## Verbreitung
Das Verbreitungsgebiet von Trifolium subterraneum ist der gesamte Mittelmeerraum und ostwärts bis Vorderasien. In Europa hat er ursprüngliche Vorkommen in Portugal, Spanien, Frankreich, Großbritannien, Irland, Belgien, den Niederlanden, Italien, im früheren Jugoslawien, Albanien, Griechenland, Ungarn, Rumänien, Bulgarien, Ukraine und in der Türkei. In Mitteleuropa ist der Bodenfrüchtige Klee selten verschleppt zu finden und kommt nur unbeständig vor, so beispielsweise in der Schweiz (Zürich, Solothurn) oder Deutschland (Baden-Württemberg, Nordbayern). In der Schweiz gedeiht der Bodenfrüchtige Klee in Trockenwiesen und an Wegrändern, meist auf Silikatgestein und ist dort ein Neophyt.
Die ökologischen Zeigerwerte nach Landolt et al. 2010 sind in der Schweiz: Feuchtezahl F = 1 (sehr trocken), Lichtzahl L = 4 (hell), Reaktionszahl R = 3 (schwach sauer bis neutral), Temperaturzahl T = 5 (sehr warm-kollin), Nährstoffzahl N = 2 (nährstoffarm), Kontinentalitätszahl K = 2 (subozeanisch), Salztoleranz = 1 (tolerant).

## Systematik
Die Erstveröffentlichung von Trifolium subterraneum erfolgte 1753 durch Carl von Linné in Species Plantarum, Tomus II, Seite 767. Das Artepitheton „subterranum“ für „unterirdisch“ hatte Linné von Robert Morison (1620–1683) übernommen.
Die Art Trifolium subterraneum gehört zur Sektion Trichocephalum aus der Gattung Trifolium in der Unterfamilie Faboideae innerhalb der Familie Fabaceae.
Je nach Autor gibt es einige Unterarten:
- Trifolium subterraneum subsp. oxaloides Nyman (Syn.: Trifolium subterraneum subsp. brachycalycinum Katzn. & F.H.W.Morley): Sie kommt im Mittelmeerraum vor.[2]
- Trifolium subterraneum L. subsp. subterraneum: Sie kommt in Marokko, Algerien und Tunesien vor.[2]
- Trifolium subterraneum subsp. yanninicum Katzn. & F.H.W.Morley: Sie kommt im früheren Jugoslawien, in Albanien, Griechenland und auf Sardinien vor.[2]